# 第三代反应堆

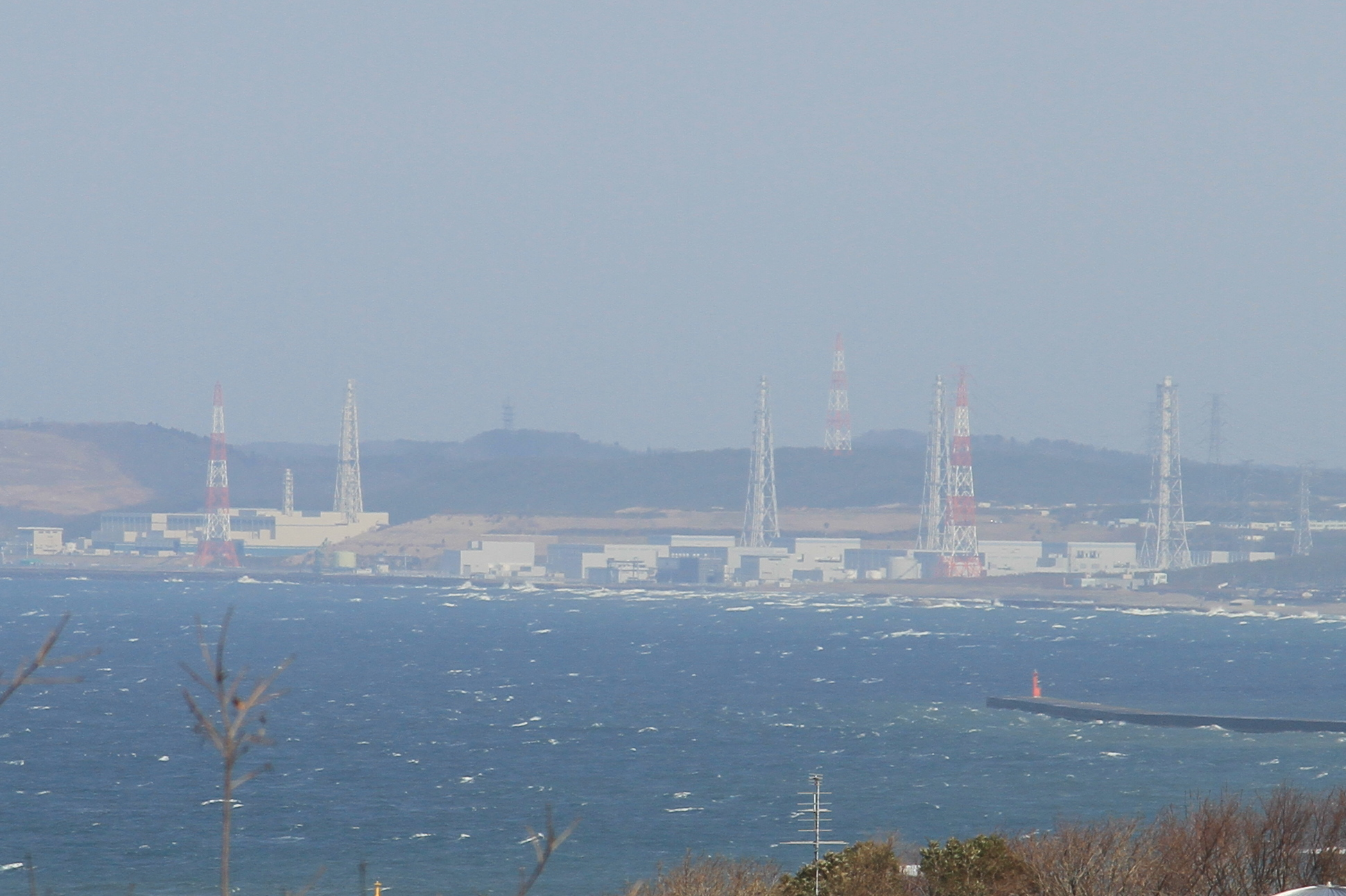
柏崎刈羽核能發電廠

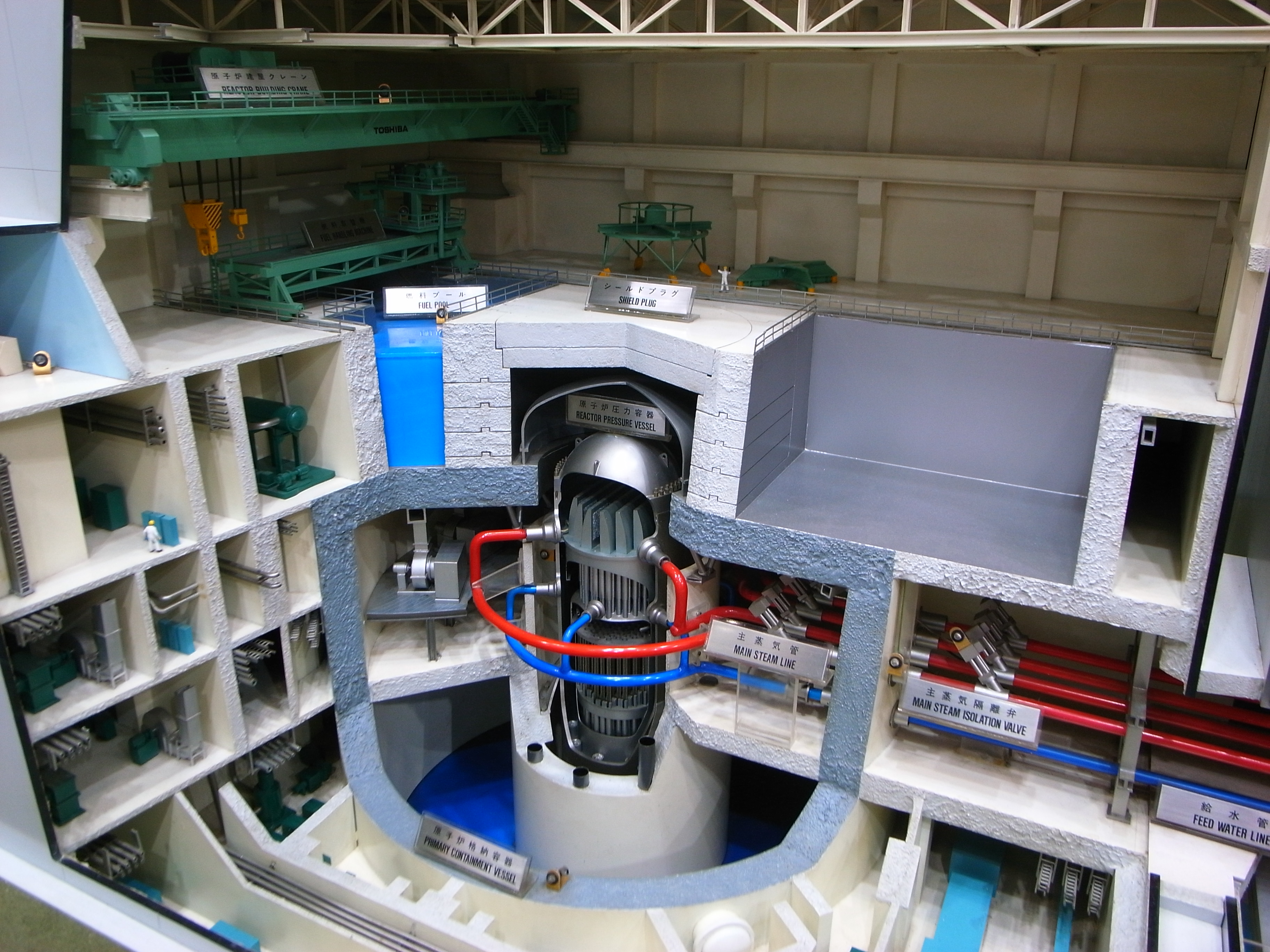
日本一座三代爐模型

第三代反应堆的安全性和经济性都将明显优于第二代反应堆。这包括先进的核燃料管理技术，更高的热效率、被动核安全系统，标准化设计，从而降低维护和投资成本。世界上首个第三代核电站是1996年建造的日本柏崎刈羽核能發電廠（一座ABWR）。由于安全是核电发展的前提，目前世界各国新建核电站普遍采用更安全、更经济的第三代核电机组。
由于新型反应堆建设停滞不前，新建的第二代/第二代+反应堆设计继续（但不断下降），第三代反应堆数量相对较少。截止到2017年，第四代反应堆仍在研发阶段，且在2030年之前開始商业运行的機會較低。

## 概述
世界核工业国在回顾三十余年第二代核电場的建造和运行经验，尤其总结美国三哩島核泄漏事故和前苏联切尔诺贝利核电廠事故的经验教训之后，为使今后建造的核电場在安全性、经济性、安全审评稳定性以及保护核电业主投资等方面有大的改进，而积极推行研发第三代核反应爐。首先是美国电力公司发起建立先进轻水反應爐（ALWR）设计的技术基础，为设计美国下一代先进轻水反應爐(ALWR)，進行了一项先进轻水反應爐ALWR计划，并编制了一份美国核电用户要求文件(URD)，继而欧洲10家核电公司也开始编写欧洲核电用户要求(EUR)文件。
URD和EUR规范第三代核电場的设计技术基础，其要点如下：
- 目标：为未来的ALWR提供一整套设计的综合要求、稳定的审批基准、支持ALWR电厂的发展。

- 政策：简单化、设计裕量、人因、安全、设计基准与安全裕量、管理稳定性、标准化、成熟技术、可维护性、可建造性、品質保证、经济性、预防人为破坏、睦邻友好。

ALWR高层安全设计要求，其要点如下：
- 抗事故能力：所有工况下都具有负的功率反应性系数、采用最好的材料及水质、改进的人机界面系统、采用成熟的诊断监测技术、须留给操纵员足够的时间（30分钟或更长时间）来防止设备的损坏及防止导致较长停機的电厂工况等。

- 防止爐心损坏：防止爐心损坏的专设安全系统应满足执照设计基准要求及安全裕量基准、爐心损坏频率小于1×10-5/爐* 年等。

- 缓解事故能力：坚固而大容积的安全壳和相应的专设安全系统；采用现实源项分析；控制可燃氢气的浓度；在累积发生频率大于10-6／爐年的严重事故条件下，在厂址边界处(离开反应爐大约0.5英里)，公众个人的全身剂量小于25雷姆等要求。

第三代压水反應爐核电站有两种类型：改进型电厂（如EPR）和非能动型电厂(如AP1000)。URD对两种类型的核电厂又分别提出专用要求，其要点如下：
- 改进型核电厂：更简化的专设安全系统；至少有两条隔离的和独立的交流电源与电网相连；至少三十分钟时间内，不考虑操纵员的干预；在丧失全部给水，至少在2小时内不应有燃料损坏；在丧失厂内外交流电源的8小时内，燃料没有损坏等。

- 非能动型核电厂：不要求安全相关的交流电源；至少72小时内，不需要操作员干预；严重事故条件下，安全壳有足够的设计裕量；不需要厂外应急计划等。

## 第三代反应堆

### 运行中和建造中的第三代反应堆
| 开发商                         | 反应堆名称           | 类型   | MWe (净發电量) | MWe (總發电量) | 备注 |
| ------------------------------ | -------------------- | ------ | -------------- | -------------- | --- |
| 通用电气/东芝/日立             | ABWR/US-ABWR         | 沸水堆 | 1350           | 1420           | 自1996年以来在日本的柏崎运行。美国核管理委员会（NRC）1997年认证批准。                                                                                        |
| 韓國電力公社                   | APR-1400             | 压水堆 | 1400           | 1455           | 于2016年1月起在韩国古里运行。 |
| CNNC/中国广核集团              | Hualong One/HPR-1000 | 压水堆 | 1090           | 1170           | 部分是中国ACPR-1000和ACP-1000设计的合并，但最终在以前的CNP-1000和CP-1000设计方面取得了渐进开发。最初被命名为“ACC-1000”，最终被命名为“华龙一号”或“HPR-1000”。 |
| 阿夫里坎托夫机械工程实验设计局 | VVER-1000/428        | 压水堆 | 990            | 1060           | 第一版AES-91设计，设计用于2007年上线的田湾第1号和第2号机组。                                                                                                 |
| 阿夫里坎托夫机械工程实验设计局 | VVER-1000/428M       | 压水堆 | 1050           | 1126           | AES-91设计的另一版本，也是田湾（此时为第3号和第4号机组，目前正在建设中，预计在2018年完成）。                                                                 |
| 阿夫里坎托夫机械工程实验设计局 | VVER-1000/412        | 压水堆 |                | 1000           | 首先构建AES-92设计，用于印度库丹库拉姆核电站。 |
| 阿夫里坎托夫机械工程实验设计局 | VVER-1000/466(B)     | 压水堆 | 1011           |                | 这是原本要在拟议的Belene核电厂建造的第一个AES-92设计，但建设后来停止了。这种类型的机组后来在布什尔核电站建成。                                               |
| 阿夫里坎托夫机械工程实验设计局 | BN-800               | FBR    | 789            | 864            | 自2016年以来Beloyarsk全面（100％电力）商业运行的示范性钠冷快速增殖反应堆。                                                                                   |

- 進步型沸水式反應爐(ABWR) - 由通用电气设计，在日本于1996年第一次运行。美国核管理委员会（NRC）1997年8月认证批准。[2]
- ACP1000：中国核工业集团自主研发具有自主知识产权的三代核电技术。
- ACPR1000：中国广核集团基于CPR1000改进而成。
- 国和一号（CAP1400）：国电投基于CAP1000再度改进而成。

## 第三代+核反应堆
和NRC在1990年代认证的第三代先进的反应堆设计相比，第三代+的设计在安全上和经济上提供了显著的改善。

### 运行中和建造中的第三代+核反应堆
| 开发商                 | 反应堆名称     | 类型       | MWe (净發电量) | MWe (毛發电量) | 备注 |
| ---------------------- | -------------- | ---------- | -------------- | -------------- | --- |
| 西屋/东芝              | AP1000         | 压水堆     | 1117           | 1250           | 2005年12月设计方案得到美国核管理委员会批准。第1台机组在2018年6月30日在中国三门并网发电。                                                       |
| SNPTC/西屋             | CAP1400        | 压水堆     | 1400           | 1500           | 西屋公司允许中国开发>1350 MWe的后继堆型。中国实际着手开发设计CAP1700与CAP2100                                                                  |
| 阿海珐                 | EPR            | 压水堆     | 1660           | 1750           | 第一台机组在中国台山于2018年12月13日商业运营。                                                                                                 |
| 压水堆试验设计局       | VVER-1200/392M | 压水堆     | 1114           | 1200           | VVER-1200系列也称作AES-2006/MIR-1200设计。最初是基于VVER-TOI计划。2016年8月5日首先在新沃罗涅日第二核电厂并网发电。                             |
| 压水堆试验设计局       | VVER-1200/491  | 压水堆     | 1085           | 1170           | 2018年8月9日首次在列宁格勒第二核电厂并网发电。                                                                                                 |
| 压水堆试验设计局       | VVER-1200/513  | 压水堆     | ?              | 1200           | VVER-1200标准化版本。基于VVER-1300/510设计（是VVER-TOI计划的当前参考设计）。期望于2022年由土耳其的阿库尤核电站首先并网发电。                   |
| 压水堆试验设计局       | VVER-1200/509  | 压水堆     | 1114           | 1200           | 阿库尤核电站一号机组建设中。 |
| 压水堆试验设计局       | VVER-1200/523  | 压水堆     | 1080           | 1200           | 孟加拉国路布爾核能發電廠两套机组建设中，规划2023年、2024年分别并网发电。                                                                       |
| 压水堆试验设计局       | VVER-1300/510  | 压水堆     | 1115           | 1255           | VVER-1300设计也称作AES-2010设计。有时被误称为VVER-TOI设计。VVER-1300/510基于VVER-1200/392M（是VVER-TOI项目的参考设计）。首堆建在库尔斯克核电厂 |
| 巴巴原子研究中心(BARC) | IPHWR-700      | 重水压水堆 | 630            | 700            | 印度本土540MWe重水堆的后继堆型。2021年1月10日Kakrapar Atomic Power Station三号机组首先并网发电。                                               |

- AP1000：美国西屋电气公司基于二代反应堆AP600改进而成的非能动压水堆。2005年12月设计方案得到美国核管理委员会批准[2]。
- 加压压水堆(EPR)：法国法马通(现今阿海珐)和德国西门子公司联合开发的第三代压水反应堆[5]。
- 华龙一号（HPR1000）：由中国核工业集团及中国广核集团联合研发，是两个集团分别研制的ACP1000与ACPR1000+两种三代核电技术融合的结果。其技术方案已被中国部分核电站机组所采用。

## 参看
- 核反应堆
  - 第一代反应堆
  - 第二代反应堆
  - 第四代反应堆